# Pisodonophis hijala
Pisodonophis hijala är en fiskart som först beskrevs av Hamilton 1822.  Pisodonophis hijala ingår i släktet Pisodonophis och familjen Ophichthidae. Inga underarter finns listade i Catalogue of Life.